# Mouvements amanites
Ne doit pas être confondu avec Amanite.
Les mouvements amanites sont des forces révolutionnaires ou politiques au xxe siècle créées dans le but de restaurer Amanullah en tant que roi d'Afghanistan. Les loyalistes ont tenté d’y parvenir de diverses manières, notamment par des rébellions armées, des partis politiques, des collusions avec des puissances étrangères et des assassinats. Les premiers apparaissent en 1929 lors de sa destitution pendant la quatrième guerre civile afghane (en). Les Amanites combattent ainsi les Saqqawistes et les rois ultérieurs à Amanullah.

## Contexte
Amanullah Khan devient émir d’Afghanistan en 1919 puis prend le titre de roi à partir de 1926. Son administration est marquée par la libéralisation et l’occidentalisation du pays. Mohammad Nadir Shah, un proche associé d’Amanullah, exprime son opposition à ses réformes, craignant une réaction de l’establishment conservateur. Entre 1928 et 1929, l’Afghanistan sombre dans la guerre civile, et Amanullah est déposé en janvier 1929 par les rebelles saqqawistes dirigés par Habibullah Kalakânî. En mars 1929, alors que la guerre se poursuit, Amanullah et Nadir rentrent dans le pays, bien qu’Amanullah ait fui le pays en mai. Le cours de la guerre finit par tourner contre Kalakânî, Kaboul tombant aux mains des forces anti-saqqawistes le 13 octobre 1929. Après avoir appris la nouvelle de la victoire, Nadir entre dans la capitale le 15 octobre. Le 16, Nadir entre dans le palais de Dilkusha, exprimant sa gratitude à ceux qui l’avaient soutenu. Il reconnait les contributions d’Amanullah Khan au pays et, citant sa propre mauvaise santé, indique clairement qu’il n’a aucune ambition personnelle pour le trône. Au lieu de cela, il s’est engagé à soutenir celui que le Loya Jirga, le conseil tribal, choisirait comme prochain dirigeant. Cependant, les chefs tribaux rassemblés sont catégoriques sur le fait que Nadir lui-même devrait prendre la couronne. Levant leurs fusils, ils les avertissent que s’il refuse, ils abandonnent Kaboul. Devant leur insistance inébranlable, Nader Khan finit par accepter la responsabilité et devient le roi d’Afghanistan.
En tant que roi, Nadir se rend compte que son opposition antérieure aux réformes d’Amanullah a été justifiée par la guerre civile. Au lieu de rétablir les réformes que Kalakânî a abrogées, Nadir s’efforce d’achever l’abolition des réformes d’Amanullah, renforçant ainsi le pouvoir des chefs tribaux et des religieux. Les factions pro-Amanullah en Afghanistan se sont senties trahies par la prise de pouvoir de Nadir, après avoir combattu les Saqqawistes sous la présomption qu’Amanullah reprendrait le trône après leur victoire. Le renforcement des liens anglo-afghans par Nadir, ce qui comprenait le soutien à la souveraineté britannique sur les Pachtounes à l’est de la ligne Durand et le manque de soutien à la rébellion des Afridis (en) en 1930 est également un point sensible pour les Amanites d’Afghanistan,. Hafizullah Emadi décrit les Amanites comme des forces nationalistes et progressistes.

## Histoire

### Pendant la guerre civile

#### Les armées tribales
En mars 1929, pendant la guerre civile afghane de 1929, Amanullah rassemble à Kandahar une armée composée de combattants des tribus Durrani, Khattak, Ghilzai et Hazara. Cependant, sa tentative de marcher sur Kaboul est un échec, et il se retire à Qalât, où il tombe sous le siège des Saqqawistes le 19 mai. Le 23 mai, Qalât tombe aux mains des Saqqawistes et Amanullah s’enfuit vers l'Empire des Indes. Il laisse ainsi son frère Inayatullah en charge de la résistance anti-saqqawiste. À ce moment-là, Kalakânî contrôle toute la région de Ghazni et la route au sud de Ghazni est ouverte. Le 1er juin, les forces anti-saqqawistes qui se trouvent à ce moment-là à Qarabagh décident de battre en retraite à Kandahar, tandis que les armées de Kalakânî parveniennent à prendre Kalat et a encerclé la ville de Kandahar, qui tombe le 3 juin.
Le 2 août, le front de Tagab a été rouvert à la suite d’un soulèvement local. Le 12 août, après des jours d’escarmouches, les forces de Kalakânî lancent une vaste contre-offensive et forcent les Tagabis à se rendre le lendemain. Cela met fin au front Tagab. Le règne de Kalakânî s'effondre lorsque Kaboul est pris par les pro-Nadir.

#### Collusion avec l'Union soviétique
Le pays en guerre civile est occupée en majorité par les Saqqawistes et les Basmatchis. En avril 1929, l'armée rouge envoie un détachement bien équipé composé du 81e régiment de cavalerie, du 1er régiment de fusiliers de montagne et de la 7e division d’artillerie de cavalerie commandé par Vitaly Primakov. Le détachement atteint 2 000 soldats le 10 avril. Le 15 avril, des avions de la Red Air Force traversent la frontière via l'Ouzbékistan et bombarde Patta Gissar tandis que Primakov débarque après avoir traversé l'Amou-Daria. Le 22, Primakov prend Mazâr-e Charif. Les Afghans, incapables de reprendre la ville, bloquent les fossés d'irrigation ce qui cause le déclin des défenseurs soviétiques. Le 5 mai, un second détachement de 400 hommes, dirigé par Ivan Iefimovitch Petrov, est envoyé pour épaulé Primakov.
Les 2 détachements attaquent les Afghans à Dehdadi qui se rendent le 8 mai. Le 12, Primakov occupe Balkh puis Tachkourgan le lendemain. Le chef des Basmatchis Ibrahim Bek avec 3 000 hommes et le ministre saqqawiste Sayyid Husayn avec 1 500 affrontent les Soviétiques lors d'une grande bataille et sont vaincus par l'ingéniosité de Petrov. Amanullah quitte le pays e 23 ce qui oblige l'armée rouge à partir à son tour le 28.

### Rébellion du Kohistan
La rébellion du Kohistan a commencé en février 1930 lorsque des rebelles cherchant à rétablir Amanullah Khan en tant que roi d’Afghanistan éclatent en rébellion ouverte contre Mohammed Nadir. Après avoir tué de nombreuses personnes, la rébellion est écrasée à la mi-avril 1930.

### Rébellion des Shinwaris
La rébellion des Shinwaris est une rébellion du peuple Shinwari qui a eu lieu en février, ou mai 1930,. Les Shinwaris cherchent à déposer Mohammed Nadir et à restaurer Amanullah Khan en tant que roi d’Afghanistan,. En raison du manque de soutien des anciens Shinwaris, qui avaient été soudoyés par Nadir, la rébellion est rapidement réprimée. Le soutien des Shinwaris à Amanullah en 1930 contredit apparemment leur révolte antérieure contre Amanullah en 1928. Au cours de cette rébellion, les Shinwaris affirment que la révolte précédente n’est « pas anti-Amanullah mais contre les collecteurs d’impôts locaux à Jelalabad ».

### Rébellion du fakir fou
Vers la fin du mois de février 1933, un « fakir fou » apparait dans le district de Khost, dans le sud de l’Afghanistan, proclamant que l’ex-roi Amanullah Khan arriverait bientôt. À son instigation, un certain nombre de membres de la tribu prennent les armes avec l’intention de marcher sur Kaboul, et ils reçoivent des renforts considérables des tribus Wazir et Mahsud de l’autre côté de la frontière indienne. Ils rencontrent les troupes gouvernementales qui ont été envoyées au sud pour s’opposer à eux dans le voisinage du district, et de violents combats ont lieu à la fin de février et au début de mars. Les membres des tribus de l’autre côté de la frontière commencent alors à se retirer à la demande de certains de leurs aînés qui ont été envoyés par les autorités britanniques pour les rappeler, et le soulèvement prend fin. Plus tard dans l’année, l’un des meneurs, Tor Malang, est exécuté avec quelques-uns de ses associés, mais le fakir fou, qui s’enfuit à l’étranger, est autorisé à revenir avec l’assurance d’une grâce absolue, en raison de son âge avancé.

### Parti anti-Yahya Khel
Le parti anti-Yahya Khel est un petit parti politique loyaliste qui est brièvement actif en 1933. Les membres du mouvement s’opposent à la dynastie Musahiban pour des raisons politiques ou par dépit personnel.

### Assassinat de Mohammad Nadir

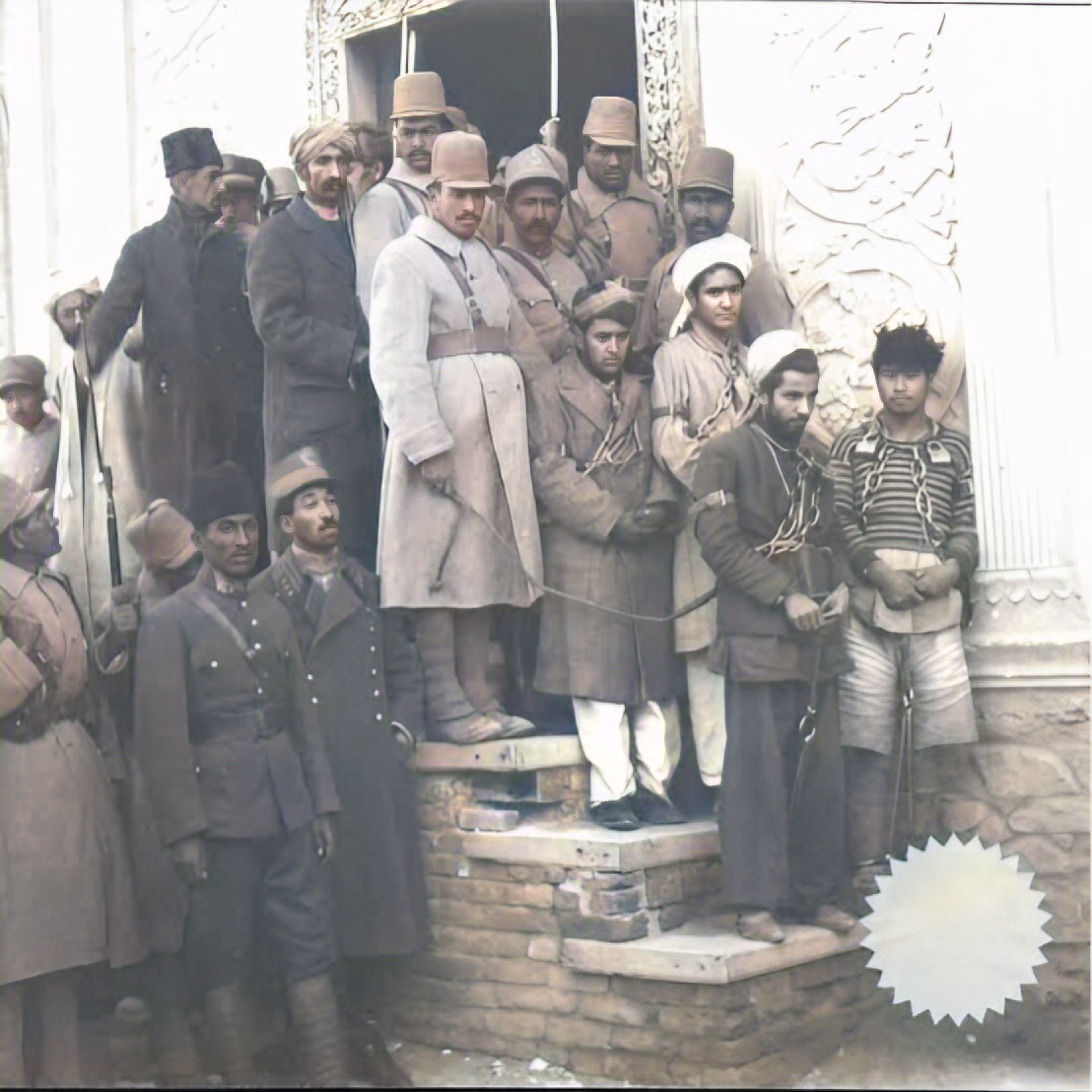
Abdul Khaliq et sa famille prisonnier en 1933.

Le 8 novembre 1933, Nadir Khan est en visite dans un lycée lorsqu'il est abattu par Abdul Khaliq, un lycée d'ethnie hazara, lors d’une cérémonie de remise des diplômes. Abdul Khaliq, Il est immédiatement appréhendé, torturé, puis exécuté par écartèlement avec la plupart de ses proches, y compris son père et son oncle.

### Rébellion des Ghilzais
Les causes de la rébellion des Ghilzais résident dans le désir de rétablir Amanullah Khan en tant que roi d’Afghanistan, dans le but à ce qu'il restaure des lois sur les aides financières. Un parent d’Amanullah, Saïd al-Kailani, également connu sous le nom de Shami Pir, a marché sur Kaboul avec un nombre inconnu de guerriers Ghilzai. Il y a 2 récits sur la façon dont la rébellion s’est terminée. Selon les archives britanniques, la rébellion est vaincue à l’été 1938 par l’armée afghane en utilisant des fusils fournis par les Britanniques. Selon Harvey Smith, la rébellion prend fin après que les Britanniques soudoient Shami Pir à la suite d’appels répétés du gouvernement afghan. Dans les deux cas, cette rébellion incite le Premier ministre, Mohammad Hashim Khan, à augmenter les subventions pour les tribus pachtounes près de la ligne Durand.

### Collusion avec l'axe
Pendant la Seconde Guerre mondiale, certains médias occidentaux rapportent qu’Amanullah travaille comme agent pour l’Allemagne nazie à Berlin. On pense qu’il est impliqué dans des plans pour regagner son trône avec l’aide de l’Axe, malgré la neutralité de l’Afghanistan. Cependant, après la défaite de l’Axe à Stalingrad en 1943, les plans reçoivent moins d’importance et n’ont finalement jamais été exécutés.

### Révolte de Mazrak Zadran
En février 1944, les troubles de Khost commencent. Selon les archives britanniques, cela commence peu de temps après que le gouvernement afghan ait déplacé des troupes dans la province méridionale pour réaffirmer son autorité dans la région, qui est alors un refuge pour les contrebandiers. En route, la force gouvernementale aurait été attaquée par un chef tribal zadrans nommé Mazrak. Selon une enquête pakistanaise ultérieure, le conflit commence après que le gouvernement afghan ait fait une descente dans les résidences d’été de Mazrak dans les collines de Taragharai et dans sa maison d’hiver à Almara, car Mazrak est soupçonné d’héberger des révolutionnaires amanites. Les troupes gouvernementales tentent de prendre le mont Almar en mars 1944, mais échouent.
Mazrak est forcé de battre en retraite dans les collines à la suite d’une attaque du gouvernement afghan le 22 avril 1944,. 3 jours plus tard, le gouvernement afghan envoie 6 avions Hawker Hind à Gardêz pour faire face au soulèvement. Au cours de cette opération, les avions Hind se concentraient sur le largage de tracts et de bombes incendiaires. 2 à 3 villages auraient été détruits par des bombes incendiaires pendant cette période. À la demande du gouvernement afghan, l'Empire des Indes prend des précautions pour empêcher les membres de la tribu Waziri d’aider Mazrak.
D'août à novembre, aucune opération aérienne n'a lieu à l'exception de simples vols de reconnaissances. Mazrak a subi des bombardements lorsqu'il fut sur le territoire indien ce qui l'oblige à retourner en Afghanistan. Mazrak est rejoint par Sultan Ahmed, un chef rebelle du Baloutchistan. Ils ont ensuite été rejoints par un autre chef rebelle surnommé Pak. En novembre, l’apparition d’un mystérieux Malang qui se fait passer pour le frère d’Amanullah aide temporairement à augmenter la fortune de Mazrak mais le manque d’argent pour payer les tribus provoque l’échec du mouvement, et Malang a disparu dans l’obscurité en mars 1945. D’autres opérations aériennes contre Mazrak, qui comprennent des vols de reconnaissance et de bombardement, ont lieu dans la vallée de Kunar de juin à novembre. Le sultan Ahmad se rend en novembre de la même année et est renvoyé au Baloutchistan en détention. Malgré la reddition d’Ahmad, Mazrak continue à se battre. Finalement, après deux ans et demi de résistance, Mazrak et son frère Sher Muhd Khan se rendent au gouvernement afghan le 11 janvier 1947,, et sont exilés à Abbottabad.